# The Vibrators
The Vibrators (англ. [vaɪˈbreɪtəs]) — британская панк-группа, образовавшаяся в 1976 году в Лондоне, Англия, и получившая широкую известность на первой волне панк-рока. The Vibrators, ветераны движения punk revival, сохраняют активность по сей день, выпуская, в основном, компиляции. Двумя постоянными участниками коллектива остаются Нокс и Эдди.

## История группы
В первый состав The Vibrators вошли поющий гитарист Нокс (Иэн «Нокс» Кэрнокан), басист Пэт Кольер, гитарист Джон Эллис и ударник Эдди (Джон Эдвардс). Свою первую известность группа получила благодаря Крису Спеддингу, который сначала пригласил её выступить в «Клубе 100» (см. «Первый международный панк-фестиваль»), а затем подписал к собственному лейблу RAK Records, где и вышел дебютный сингл «We Vibrate», записанный продюсером Микки Мостом).
По окончании британских гастролей с Игги Попом (при участии Дэвида Боуи на клавишных) Vibrators подписали новый контракт с Epic Records и выпустили второй (впоследствии многими называвшийся «классическим») сингл «Baby Baby», за которым последовал дебютный альбом Pure Mania (5 недель в Top 75, #49).
После выпуска сингла «London Girls» (с концертной версией трека) группа вышла в турне с Иэном Хантером, фронтменом Mott the Hoople. Вскоре после этого Кольер покинул состав, уступив место Гэрри Тибсу (Roxy Music, Adam and the Ants). Успех сингла «Automatic Lover» (#35, U.K.) позволил группе выступить в телепрограмме Top of the Pops..
Высшую точку в творческой траектории группы ознаменовал второй альбом V2 (апрель 1978, #33). После него Джон Эллис покинул группу, чтобы начать сольную карьеру (позже он сотрудничал с Питером Гэбриэлом, а в 90-х годах вошел в состав The Stranglers) и был заменен Дэйвом Берчем, с которым группа выпустила сингл «Judy Says (Knock You In The Head)». В 1980 году The Vibrators распались, в 1982 — воссоединились, выпустив альбомы Guilty и Alaska 127, и с тех пор продолжали записываться и выступать в постоянно менявшемся составе.
В 1990-е годы с группой играли Микки Оуэн (англ. Mickie Owen, гитара), Марк Дункан (англ. Mark Duncan, бас-гитара), Найджел Беннет (англ. Nigel Bennet, гитара), Даррел Бат (англ. Darrell Bath, гитара), Ник Пекхэм (англ. Nick Peckham, бас). В 1999 году The Vibrators как трио провели американское турне с Misfits, The Exploited и U.K. Subs.

## Дискография

### Альбомы
- Pure Mania — 1977
- V2 — 1978
- Guilty — 1982
- Alaska 127—1984
- Fifth Amendment — 1985
- Recharged — 1988
- Meltdown — 1988
- Vicious Circle — 1989
- Volume 10 — 1990
- Hunting For You — 1994
- Unpunked — 1996
- French Lessons With Correction — 1997
- Buzzin' — 1999
- Noise Boys — 2000
- Energize — 2002
- Punk: The Early Years — 2006
- Pure Punk — 2009
- On The Guest List - 2013
- Punk Mania (Back To The Roots) - 2014